# Liste der Biografien/Cn
Liste der Biografien |
Portal Biografien |
Personensuche
# |
A |
B |
C |
D |
E |
F |
G |
H |
I |
J |
K |
L |
M |
N |
O |
P |
Q |
R |
S |
T |
U |
V |
W |
X |
Y |
Z |
?
 
Ca |
Cb |
Cc |
Ce |
Ch |
Ci |
Cj |
Ck |
Cl |
Cm |
Cn |
Co |
Cr |
Cs |
Ct |
Cu |
Cv |
Cw |
Cy |
Cz
Die Liste der Biografien führt alle Personen auf, die in der deutschsprachigen Wikipedia einen Artikel haben. Dieses ist eine Teilliste mit 12 Einträgen von Personen, deren Namen mit den Buchstaben „Cn“ beginnt.

## Cn

### Cna
- Cnaan, Yonatan (* 1977), israelischer Komponist

### Cne
- Cneut, Carll (* 1969), belgischer Illustrator und Schriftsteller

### Cno
- Cnobloch, Carl (1778–1834), deutscher Verlagsbuchhändler in Leipzig
- Cnobloch, Friedrich Sigismund von (1791–1865), österreichischer Unternehmer
- Cnobloch, Hans von (1871–1962), österreichischer Diplomat und Botschafter
- Cnobloch, Karl von (1829–1904), österreichischer Offizier und Abgeordneter zum Österreichischen Abgeordnetenhaus
- Cnockaert, Marthe (1892–1966), belgische Spionin und Schriftstellerin
- Cnoop, Cornelia, niederländische Malerin
- Cnop, Miriam (* 1970), belgische Forscherin und auf Diabetologie spezialisierte Ärztin
- Cnopf, Julius (1823–1906), deutscher Kinderarzt und Autor
- Cnossen, Taeke (1896–1988), niederländischer Journalist und Funktionär

### Cny
- Cnyrim, Adolph (1800–1876), deutscher Beamter und Politiker